# Vladimir Dobrov

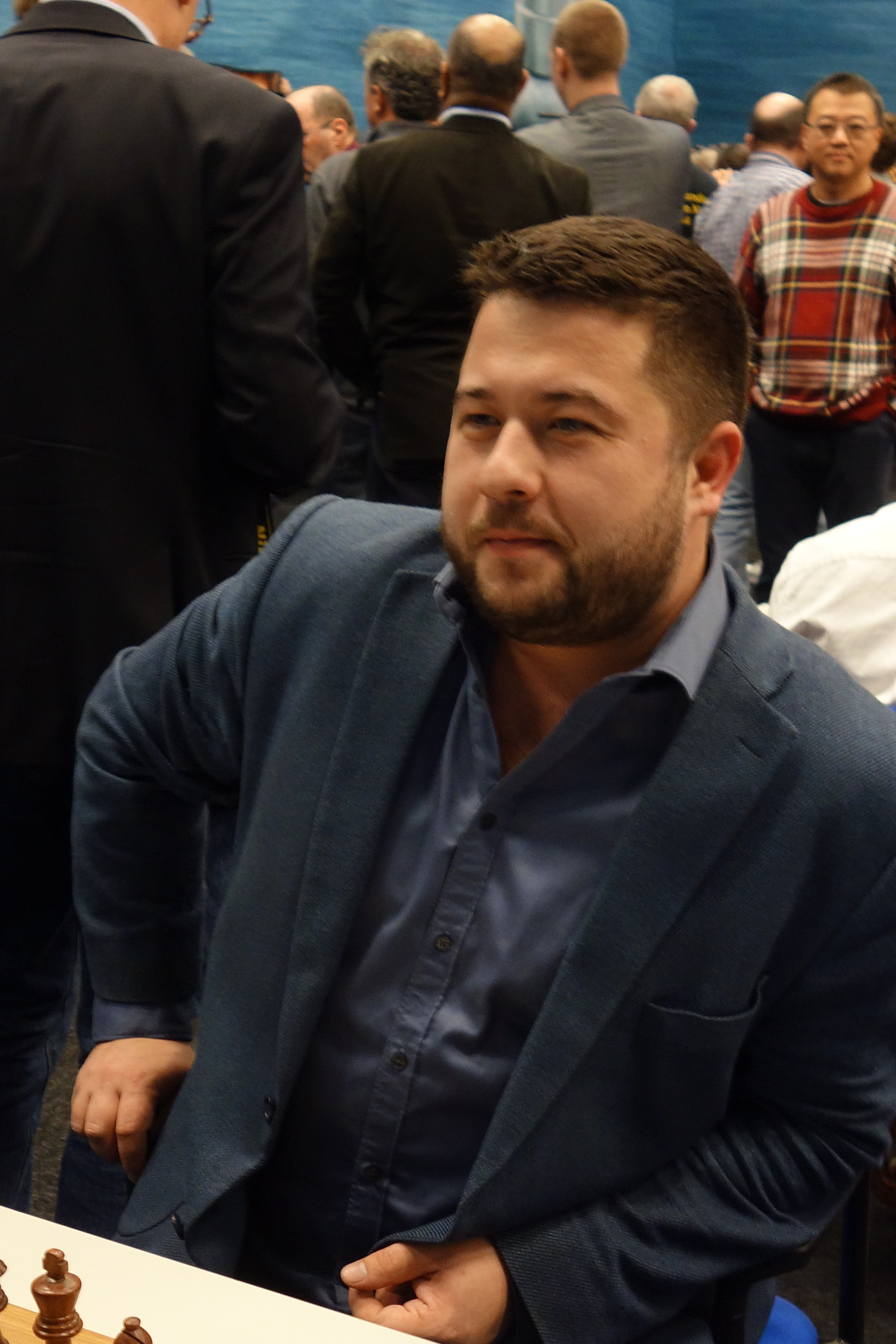
Dobrov op het Tata Steel toernooi 2017, Wijk aan Zee

Vladimir Vladimirovitsj Dobrov (Russisch: Владимир Владимирович Добров) (Moskou, 13 april 1984) is een Russische schaker. Hij is sinds 2004 een grootmeester (GM).  
Dobrov is een van de coaches van het Russische nationale schaakteam.

## Opleiding
Toen hij 15 was begon Dobrov de opleiding op de afdeling Schaken van de Russische Staatsuniversiteit voor Lichamelijke Oefening, Sport, Jeugd en Toerisme (1999-2009). Hij volgende de studie aan de afdeling Schaken in dezelfde periode als Aleksandr Grisjtsjoek, Vladimir Potkin en Aleksandra Kostenjoek, onder leiding van Jevgeny Pavlovich Linovitsky. 

## Schaakresultaten
Dobrov werd in 2001 Internationaal Meester (IM) en in 2004 grootmeester. 
- Hij werd juniorenkampioen van Rusland in de categorie tot 20 jaar.
- Van 5 t/m 17 mei 2005 nam hij deel aan het Abierto Huila toernooi, in Colombia, met 298 deelnemers. Dobrov eindigde met 6.5 pt. uit 9 ronden op de derde plaats. Sergej Tiviakov won het toernooi met 8 pt. en Oleg Kornejev eindigde met 7 pt. op de tweede plaats.
- Hij won het Latijns-Amerikaanse blitzschaak-toernooi in Venezuela (2012), het blitztoernooi bij het Vladimir Petrov Memorial gehouden in Letland (2014) en het Ljubljana Schaakfestival in Slovenië (2014).
- In 2013 won Dobrov het BPB Limburg Open.
- In 2015 werd Dobrov blitzkampioen van Frankrijk, na tiebreak met de Franse GMs Vladislav Tkachiev en Christian Bauer.[3]
- In 2016 won hij het Top 10 toernooi bij het Tata Steel-schaaktoernooi.

## Ratings
Per mei 2021 had Vladimir Dubrov 2478 als FIDE-rating, als rapid-rating 2450, en als blitz-rating 2614. Zijn hoogste standaard-rating was 2545 (juni 2013) en zijn hoogste rapid-rating was 2607 (mei-september 2014).